# Willy Vannitsen
Willy Vannitsen est un coureur cycliste belge, né le 8 février 1935 à Jeuk et mort le 19 août 2001 à Tirlemont. Professionnel de 1955 à 1966, il a notamment remporté la Flèche wallonne en 1961, deux étapes du Tour de France 1962, une étape du Tour d'Italie 1958, le Tour de Toscane en 1958, le Grand Prix de l'Escaut en 1965.

## Palmarès sur route

### Palmarès amateur
- 1951
  -  Champion de Belgique sur route débutants
- 1953
  - 1re et 5e étapes du Tour de Belgique amateurs
  - 2e du Circuit des régions flamandes
- 1954
  - 1re, 2e, 6ea et 8e étapes du Tour de Belgique amateurs
  - 4e et 5e étapes du Tour du Limbourg amateurs

### Palmarès professionnel
- 1954
  - 3e du Circuit des trois villes sœurs
- 1955
  - 1re étape du Tour de Belgique
  - Trois villes sœurs
  - Anvers-Liège-Anvers
  - 3e de la Flèche hesbignonne-Cras Avernas
- 1956
  - 1re étape des Trois Jours d'Anvers
  - Circuit des régions fruitières
  - 2e étape du Tour des Pays-Bas
  - 2e du Circuit de Belgique centrale
  - 4e de Milan-San Remo
- 1957
  - Tour du Limbourg
  - Circuit des régions fruitières
- 1958
  - 2e et 3e étapes de Paris-Nice
  - Tour de Toscane
  - Circuit des cinq collines
  - Circuit du Limbourg
  - 1re étape du Tour d'Italie
  - 5e de la Flèche wallonne
- 1959
  - 1re étape de Paris-Nice
  - 1rea étape du Tour de Belgique
  - 2e de Hoegaarden-Anvers-Hoegaarden
  - 2e de Milan-Mantoue
  - 2e de Paris-Bruxelles
  - 2e du Tour de Lombardie
  - 2e de la Gullegem Koerse
  - 7e de Milan-San Remo
  - 10e de Liège-Bastogne-Liège
- 1960
  - Tour du Limbourg
  - 1re étape de Bruxelles-Saint-Trond
  - 2e du championnat de Belgique sur route
- 1961
  - Circuit du Limbourg
  - Flèche wallonne
  - Milan-Vignola
  - Trois vallées varésines
  - Circuit du Brabant central
  - 9e du Super Prestige Pernod
- 1962
  - 2e étape du Tour de Luxembourg
  - 10e et 15e étapes du Tour de France
  - Acht van Chaam
  - 7e du Tour des Flandres
- 1963
  - Circuit des régions fruitières
  - GP Union Dortmund
  - 4e du Tour des Flandres
- 1964
  - 2e étape de Paris-Nice
- 1965
  - 4e étape secteur b du Tour des Pays-Bas
  - 5e étape de Paris-Nice
  - Grand Prix de l'Escaut
  - 3e de Paris-Roubaix
  - 4e du Tour des Flandres
  - 5e de Milan-San Remo
- 1966
  - Circuit du Limbourg

### Résultats sur les grands tours

#### Tour de France
4 participations
- 1962 : 70e, vainqueur des 10e et 15e étapes
- 1963 : abandon (9e étape)
- 1964 : éliminé (7e étape)
- 1966 : abandon (15e étape)

#### Tour d'Italie
5 participations
- 1957 : abandon (7e étape)
- 1958 : abandon (9e étape), vainqueur de la 1re étape,  maillot rose pendant un jour
- 1959 : éliminé (15e étape)
- 1960 : abandon (5e étape)
- 1961 : abandon (12e étape)

## Palmarès sur piste

### Six Jours
- Six Jours de Bruxelles : 1957 (avec Rik Van Looy)
- Six Jours d'Anvers : 1961 (avec Rik Van Looy et Peter Post)

### Championnats d'Europe
- 1962
  -  Médaillé d'argent de l'américaine (avec Peter Post)

### Championnats de Belgique
| - 1953 - 2e de la vitesse amateurs - 1955 - 3e de la vitesse - 1956 - 2e de la vitesse - 1956 - 2e de la vitesse | - 1960 - 2e de la vitesse - 1963 - 3e de l'américaine - 1965 - 2e de l'américaine |  |